# Horace Vernet

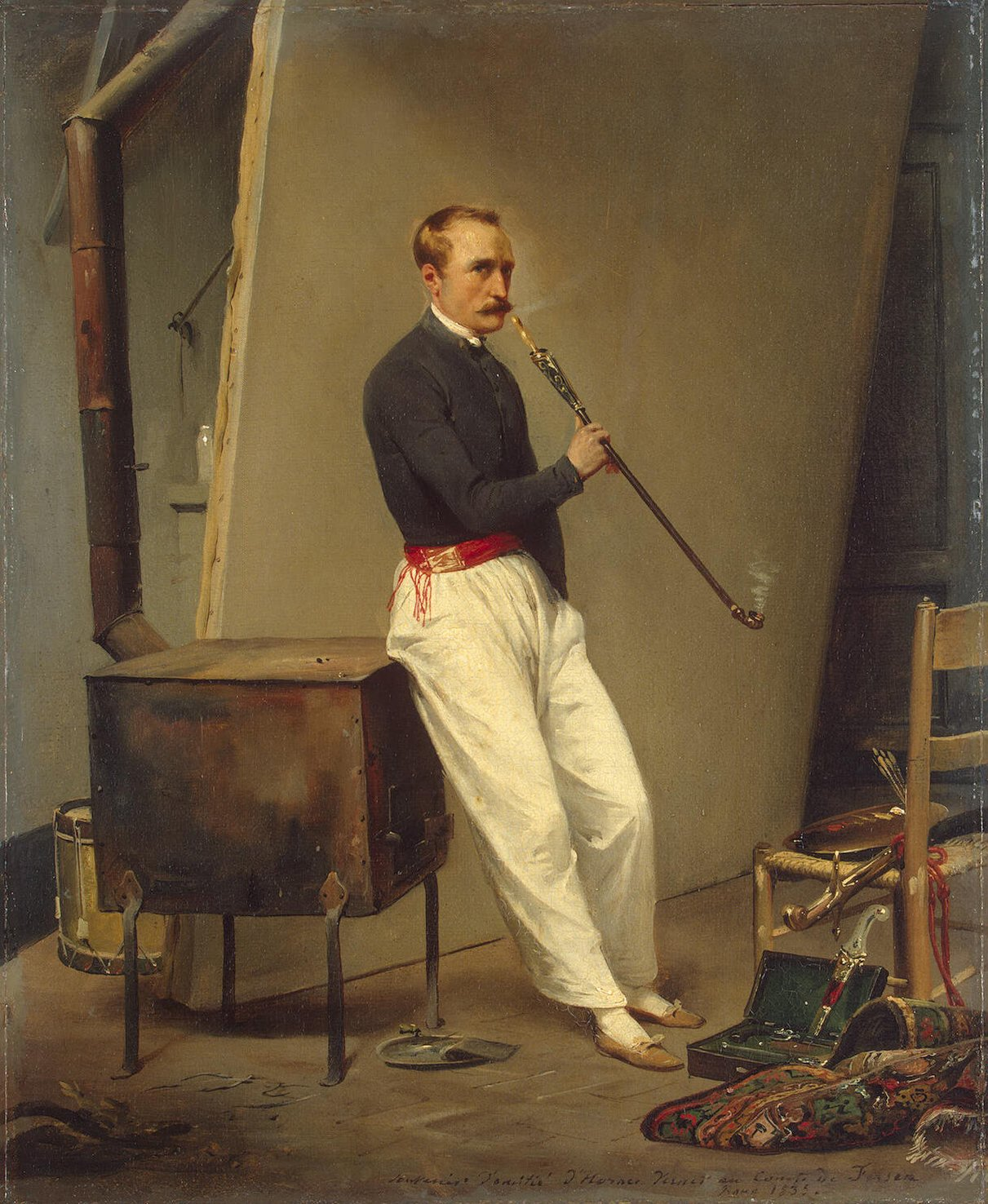
Självporträtt 1835.

Emile Jean Horace Vernet, född 30 juni 1789 i Paris, Frankrike, död 17 januari 1863 i Paris, var en fransk målare, son till Carle Vernet. Han utförde bland annat krigsscener.